# Nectomys squamipes
Nectomys squamipes là một loài động vật có vú trong họ Cricetidae, bộ Gặm nhấm. Loài này được Brants mô tả năm 1827.